# Gabriela Adameșteanu
Gabriela Adameşteanu (Târgu Ocna, 2 aprile 1942) è una scrittrice, saggista, giornalista e traduttrice romena, tra i più grandi scrittori romeni contemporanei ed intellettuale di spicco del periodo post-decembrista.
Autrice dei romanzi Drumul egal al fiecărei zile (1975) (La strada uguale di ogni giorno), Dimineață pierdută (1983) (traduzioni: Une matinée perdue, Gallimard, Parigi, 2005; Wasted morning, Northwestern University Press, 2011; Una mattinata persa, Atmosphere libri, 2012), Întâlnirea (2003) (L'incontro, Nottetempo, 2010) e Provizorat (2010) (Provvisorietà), nonché di volumi di novelle e pubblicistica, è stata attivista di Alleanza Civica ed è membro del Gruppo per il Dialogo Sociale (GDS). Fino al 2005 è stata caporedattrice di Revista 22, l'unica rivista indipendente della Romania post-decembrista. Nel 2010, l'edizione francese del suo romanzo Dimineață pierdută, Une matinée perdue, è stato nominato per il Prix Jean Monnet Europeenne de Littérature.

## Biografia
Gabriela Adameșteanu nacque a Târgu Ocna il 2 aprile 1942. Era figlia di Mircea Adameșteanu, insegnante di storia al liceo, e di Elena, insegnante di economia domestica che perse il posto quando la sua materia fu rimossa dal programma di studi dalle autorità comuniste, dovendo cominciare a lavorare in un asilo. Un fratello di Mircea Adameșteanu era diventato prigioniero politico del regime comunista; un altro fratello, il famoso archeologo Dinu Adameșteanu, si era rifugiato in Italia.
Gabriela Adameșteanu ha vissuto gran parte della sua giovinezza a Pitești. Nel 1960-1965 ha frequentato la Facoltà di Letteratura dell'Università di Bucarest, laureandosi con una tesi su Marcel Proust, e ha esordito con un breve scritto in prosa nel 1971. Adameșteanu è stata assunta dal dipartimento Editura Politică, che nel 1966 sarebbe diventato la casa editrice Editura Științifică și Enciclopedică, e ha iniziato a collaborare con importanti riviste letterarie (Viața Românească e România Literară). Dopo il 1983 ha lavorato come redattrice per Cartea Românească, dove si è impegnata a preservare gli standard letterari di fronte alla nuova ondata di censura del regime di Nicolae Ceaușescu.
Sposò Gheorghe-Mihai Ionescu e diede alla luce un figlio, Mircea Vlad Ionescu, nel 1968.
Drumul egal al fiecărei zile (La strada uguale di ogni giorno), un racconto che allude alla sopravvivenza intellettuale in un ambiente di provincia durante gli aggressivi anni Cinquanta staliniani, le valse il plauso della critica e il premio dell'Accademia rumena. Nel 1979 si recò nella Repubblica Popolare di Polonia, dove fu testimone dello stato d'animo incoraggiato dalla visita di Papa Giovanni Paolo II (secondo i suoi ricordi, si trattava di "un magico sentimento di dignità umana").
Con Dimineață pierdută (Una mattinata persa), un romanzo complesso incentrato su una conversazione apparentemente banale tra due donne, che ricostruisce in modo discreto ma minuzioso la tragica fine della generazione tra le due guerre, Adameșteanu riceve il premio dell'Unione degli Scrittori e si conferma come una delle più importanti autrici rumene degli anni Ottanta. Una mattinata persa fu messo in scena da Cătălina Buzoianu nel 1987, diventando il centro dell'interesse in un momento in cui il regime di Ceaușescu era entrato nella sua fase più repressiva.
Nel 1989, poco prima della Rivoluzione rumena, insieme ad altri scrittori inviò una lettera di protesta alla dirigenza comunista per il peggioramento delle condizioni di vita e si dimise dal suo incarico presso Cartea Românească. Nel 1990 è entrata a far parte della GDS e l'anno successivo è diventata redattrice di Revista 22. Per molti anni Adameșteanu è stata ed è tuttora membro del centro PEN rumeno, di cui per alcuni anni è stata anche presidente.
Tra le sue altre opere letterarie ricordiamo Vară-primăvară (una raccolta di racconti pubblicata nel 1989), Obsesia politicii (interviste a personaggi politici del dopo 1989, 1995), Cele două Românii (saggi, 2000) e il romanzo del 2003 Întâlnirea. Ha tradotto in rumeno Pierre et Jean di Guy de Maupassant e Sans la miséricorde du Christ di Hector Bianciotti.